# Körnerkissen

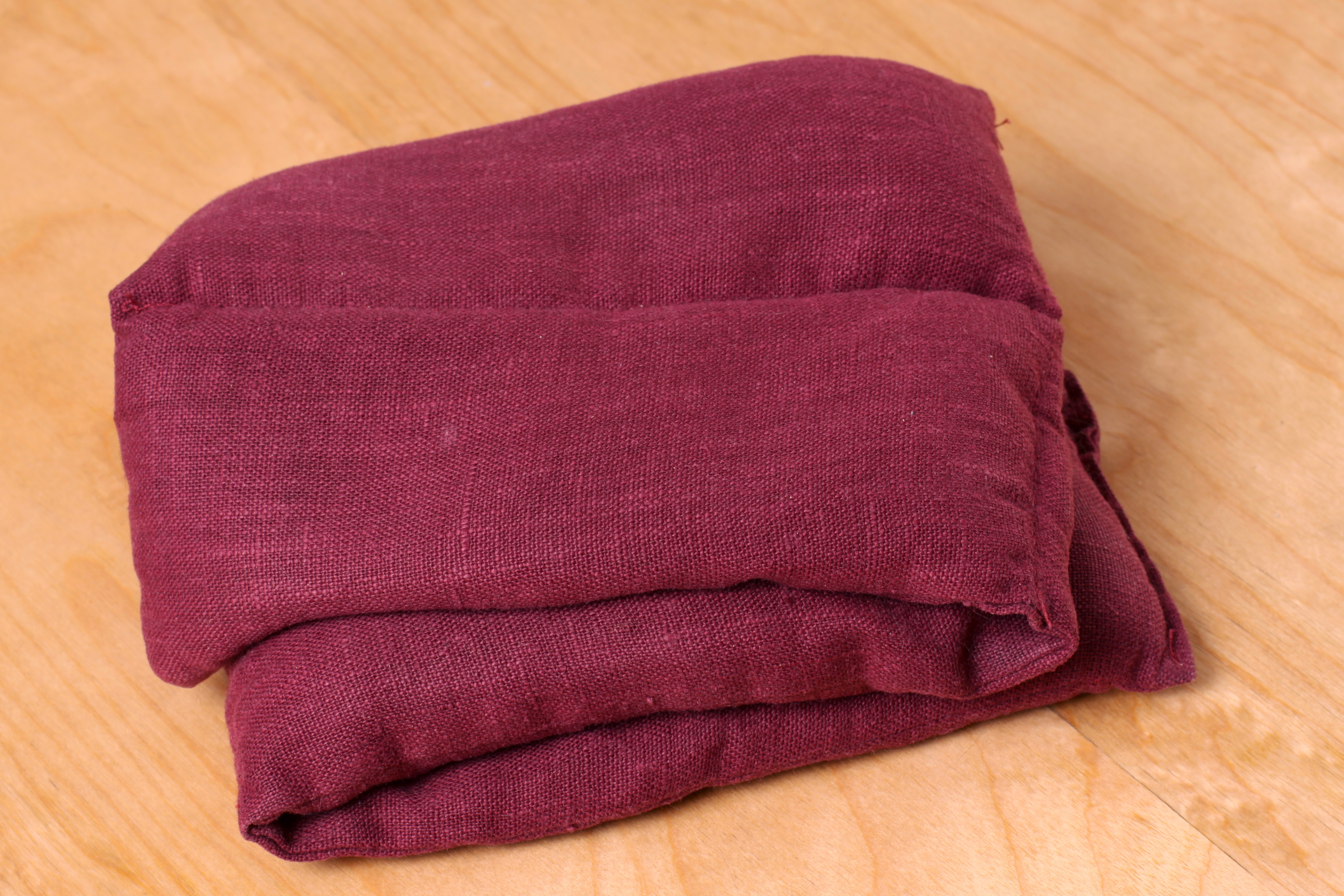
Körnerkissen

Körnerkissen sind mit unterschiedlichen Materialien befüllte Kissen, die sowohl für die Wärme- als auch Kältetherapie eingesetzt werden. Sie werden als ein natürliches Heilmittel bezeichnet, da sie aus biologischen Rohstoffen hergestellt werden.

## Geschichte
Die Verwendung, insbesondere von Kirschkernkissen, galt vor allem in Deutschland, Österreich und der Schweiz als wirksames Hausmittel. Nach Erzählungen sollen beschäftigte Frauen einer Schweizer Kirschlikörfabrik die Eignung von Kirschkernen für entsprechende Wärmekissen entdeckt haben und bei der Likörfabrikation überbliebene Kerne für die Herstellung der Kissen verwendet haben. Bei Ausgrabungen auf dem Parkplatz an der Stubengasse in Münster in den Jahren 1997 bis 1999 wurden allerdings etwa 400 Gramm ehemals in einen Stoffbeutel eingenähte Kirschkerne entdeckt, die darauf hinweisen, dass Kirschkernkissen bereits im Mittelalter verwendet worden waren.

## Anwendungsgebiete

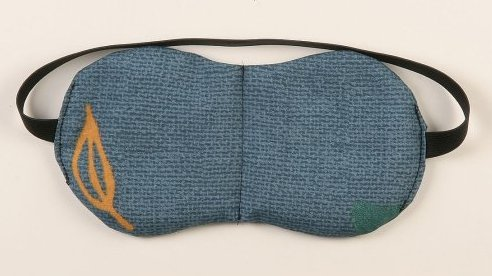
Körnerbrille

- Verspannungen können mit einem erwärmten Körnerkissen gelockert werden. Dabei sollte die Form des Kissens so gewählt werden, dass es sich der Körperpartie gut anpasst. Für Verspannungen im Nacken eignen sich speziell geformte Nackenkissen.
- Für Muskelschmerzen kann je nach Art der Beschwerden ein warmes oder aber ein kaltes Kissen genutzt werden.
- Im Falle von Verstauchungen/Prellungen wird das Körnerkissen in seiner kühlenden Funktion eingesetzt.
- Eine Körnerbrille (ein Körnerkissen im Brillenformat) kann bei Augendruck beziehungsweise müden und schweren Augen Linderung verschaffen.
- Bei allen Symptomen, in denen normalerweise eine Wärmflasche eingesetzt wird, wie zum Beispiel bei Erkältungen und   Menstruationsbeschwerden, kann auf ein Körnerkissen zurückgegriffen werden.
- Manche Menschen verwenden Körnerkissen bei Übelkeit und Bauchschmerzen.

## Füllungen
- Getreidekörner (Weizen, Roggen, Dinkel und weitere) sind durch ihre sehr guten Speichereigenschaften optimal als Füllung geeignet. Durch sie wird die Temperatur lange und vor allem konstant gehalten. Aufgrund von Problemen für Allergiker werden Weizen- und Roggenkerne heute jedoch nicht mehr verwendet.
- Obstkerne (Trauben, Kirschen und weitere) sind keine Körner, werden aber oftmals mit Körnerkissen gleichgesetzt. Die eingefüllten Kerne müssen gereinigt sein. Fremdstoffe in der Körnerfüllung können zum Entzünden des Kissens führen.

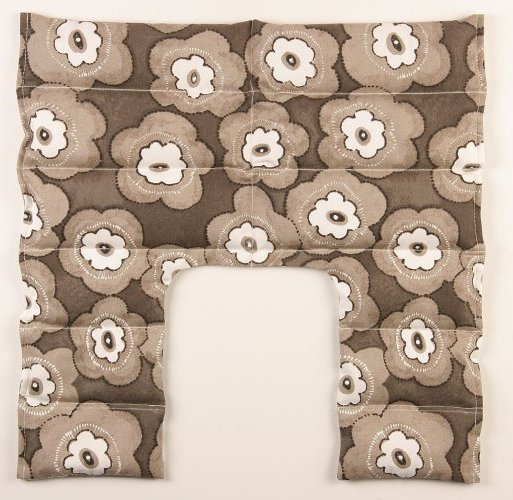
Gestepptes Nackenkissen

### Unterschiede
Die verschiedenen Kissenfüllungen unterscheiden sich dahingehend, dass sie unterschiedlich schnell Wärmeenergie abgeben (bzw. aufnehmen) und unterschiedlich viel davon speichern können. Außerdem ergibt sich aus der Größe und Beschaffenheit der unterschiedlichen Materialien eine andere Haptik und Anschmiegsamkeit, weiters naturgemäß verschiedene Gerüche und Geräusche. Für den praktischen Gebrauch ist außerdem zu beachten, dass sich viele Kernkissen zum Waschen eignen und Getreidekissen meist nicht.
Die Verwendung sämtlicher solcher Kissen zählt zu der sog. trockenen Wärmeanwendung, bei der nicht Wasser bzw. Dampf für die vorrangige Übertragung sorgen, sondern die Wärmestrahlung und Wärmeleitung durch die Kissenbestandteile.

## Form und Steppung
Körnerkissen sind in den unterschiedlichsten Formen und Größen erhältlich. Wärmekissen gibt es inzwischen in vielen verschiedenen Ausführungen z. B. als Hausschuhe, Kuscheltiere, Wärmeschal usw. Sie sind auf das jeweilige Anwendungsgebiet zugeschnitten. Ein wichtiges Qualitätskriterium bei Körnerkissen ist die Steppung. Damit ist die Unterteilung des Kissens in Kammern gemeint, die das Verrutschen der Füllung verhindert. Steppungen können je nach Form quer bzw. längs verlaufen.

## Temperatur
Das Körnerkissen ist je nach Anwendungsgebiet zu temperieren. Für das Erwärmen eignen sich Kachel-, Kohle- Backofen oder Mikrowellen.
- Anwendung in der Mikrowelle: Wärmekissen für 90 Sekunden in der Mikrowelle bei max. 800 Watt erwärmen. Um ein Entzünden der Körnerkissen zu vermeiden, ist es ratsam, immer ein Glas Wasser mit in die Mikrowelle zu geben.
- Anwendung in einem vorgeheizten Elektro-Backofen: Bei 100 Grad ca. 10 bis maximal 15 Minuten auf der unteren Schiene in einem Teller oder einer Schale erwärmen.
- Als Kühlbeutel-Ersatz: Zum Abkühlen wird das Kissen in das Eisfach bzw. den Tiefkühlschrank gelegt.

## Sicherheitshinweise
In den Bedienungsanleitungen der Hersteller wird üblicherweise darauf hingewiesen, dass (ganz oder teilweise) überhitzte Körnerkissen sich entzünden können. Dies geschieht bei Erwärmung in der Mikrowelle durch die Bildung von Hot Spots, die nicht ohne weiteres erkennbar sind und, wie in einer Vielzahl von Fällen dokumentiert, noch nach Stunden einen Brand auslösen können. Das Erwärmen im Backofen ist zwar energieintensiver und dauert länger, aber weitaus ungefährlicher. Einige Hersteller weisen bei Körnerkissen auf eine heilende Wirkung hin. Ein so angebotenes Körnerkissen benötigt eine Zertifizierung als Medizinprodukt.

## Filme
- Karambolage Folge 302: Der Gegenstand: Das Kirschkernkissen, vom 26. Mai 2013